# Atletisme als Jocs Olímpics d'Estiu de 1920 - 400 metres tanques masculins
Els 400 metres tanques masculins va ser una de les proves del programa d'atletisme disputades durant els Jocs Olímpics d'Anvers de 1920. La prova es va disputar entre el 15 i el 16 d'agost de 1920 i hi van prendre part 19 atletes de 9 nacions diferents.

## Medallistes
| Or                 | Plata             | Bronze             |
| Frank Loomis (USA) | John Norton (USA) | August Desch (USA) |

## Rècords
Aquests eren els rècords del món i olímpic que hi havia abans de la celebració dels Jocs Olímpics de 1920.
| Rècord del Món | 54.2 | John Norton   | Pasadena (USA) | 26 de juny de 1920   |
| Rècord Olímpic | 55.0 | Charles Bacon | Londres (GBR)  | 22 de juliol de 1908 |

Frank Loomis va establir un nou rècord del món a la final amb un temps de 54.0 segons.

## Resultats

### Sèries
- (Entre parèntesis temps estimat)

| Pos. | Atleta          | Nació          | Temps  |
| ---- | --------------- | -------------- | ------ |
| 1    | August Desch    | Estats Units   | 57"6   |
| 2    | Erik Wilén      | Finlàndia      | (58"4) |
| 3    | George Gray     | Regne Unit     | (58"8) |
| 4    | František Marek | Txecoslovàquia | ND     |

| Pos. | Atleta              | Nació          | Temps    |
| ---- | ------------------- | -------------- | -------- |
| 1    | Wilfred Kent-Hughes | Austràlia      | 57"2     |
| 2    | Gösta Bladin        | Suècia         | (57"7)   |
| 3    | František Kiehlmann | Txecoslovàquia | (59"9)   |
| -    | Marcel Jarrety      | França         | Ritirato |
| -    | Adriaan van Heerden | Sud-àfrica     | Ab.      |

| Pos. | Atleta          | Nació        | Temps  |
| ---- | --------------- | ------------ | ------ |
| 1    | John Norton     | Estats Units | 57"6   |
| 2    | Edward Wheller  | Regne Unit   | (58"4) |
| 3    | Georg Lindström | Suècia       | (59"1) |
| 4    | Albert Lucas    | França       | ND     |

| Pos. | Atleta              | Nació        | Temps  |
| ---- | ------------------- | ------------ | ------ |
| 1    | C.A. Christiernsson | Suècia       | 56"4   |
| 2    | Charles Daggs       | Estats Units | (56"7) |
| 3    | Julius Wickholm     | Finlàndia    | (57"9) |
| -    | Omer Smet           | Bèlgica      | Ab.    |

| Pos. | Atleta       | Nació        | Temps  |
| ---- | ------------ | ------------ | ------ |
| 1    | Frank Loomis | Estats Units | 55"8   |
| 2    | Géo André    | França       | (55"9) |

### Semifinal
| Pos. | Atleta              | Nació        | Temps  |
| ---- | ------------------- | ------------ | ------ |
| 1    | August Desch        | Estats Units | 55"4   |
| 2    | Géo André           | França       | (55"5) |
| 3    | John Norton         | Estats Units | (56"2) |
| 4    | Gösta Bladin        | Suècia       | (56"5) |
| 5    | Wilfred Kent-Hughes | Austràlia    | (56"9) |

| Pos. | Atleta              | Nació        | Temps  |
| ---- | ------------------- | ------------ | ------ |
| 1    | Frank Loomis        | Estats Units | 55"4   |
| 2    | C.A. Christiernsson | Suècia       | (55"7) |
| 3    | Charles Daggs       | Estats Units | (55"8) |
| 4    | Edward Wheller      | Regne Unit   | ND     |
| 5    | Erik Wilén          | Finlàndia    | ND     |

### Final
| Pos. | Atleta              | Nació        | Temps oficial | Temps oficiós |
| ---- | ------------------- | ------------ | ------------- | ------------- |
| 1    | Frank Loomis        | Estats Units | 54"0 WR       |               |
| 2    | John Norton         | Estats Units |               | 54"6          |
| 3    | August Desch        | Estats Units |               | 54"7          |
| 4    | Géo André           | França       |               | 54"8          |
| 5    | C.A. Christiernsson | Suècia       |               | 55"4          |
| 6    | Charles Daggs       | Estats Units |               | 55"7          |